# 佐藤しほ里
佐藤 しほ里（さとう しほり、1976年6月28日 - ）は、元TBSラジオ「TBS954情報キャスター」所属のキャスター。埼玉県出身。
954情報キャスターを降板後もTBSラジオで活動中。

## 現在の出演番組
- TBSラジオのニュースデスク（主に深夜）を担当（ニュース速報や地震情報など）。

## 過去の出演番組
- 交通情報 （埼玉県警交通キャスター）
- 安住紳一郎の日曜天国 （「日10お出かけリサーチ」のコーナー担当）
- 毒蝮三太夫のミュージックプレゼント （アシスタント）
- ニュースの視点「リハビリ旅行〜自分の力で旅行に行ってみたい!」（TBSニュースバード、2012年6月27日（番組サイト））
このテレビ番組で、佐藤は「TBSラジオ・ディレクター」という肩書きで登場した。